# Circuit de la Sarthe
Circuit de la Sarthe je etapový cyklistický závod konaný v departementu Sarthe ve Francii. Závod byl mezi lety 1953 a 1974 pořádán pro amatérské účastníky, ročník 1975 se stal prvním s účastí profesionálů. Od roku 2005 se koná na úrovni 2.1 v rámci UCI Europe Tour. Ročníky 2020 a 2021 byly zrušeny kvůli probíhající pandemii covidu-19.

## Seznam vítězů
| Rok  | Země                               | Jezdec                             | Tým                                |
| ---- | ---------------------------------- | ---------------------------------- | ---------------------------------- |
| 1953 | Francie                            | Jacky Hays                         | V.C. Tours                         |
| 1954 | Francie                            | Bernard Fournières                 | La Suze                            |
| 1955 | Francie                            | André Bernard                      | Couêmon                            |
| 1956 | Francie                            | Jean-Pierre Danguillaume           | A.V.T.                             |
| 1957 | Francie                            | Raymond Guérin                     | Peugeot–BP–Michelin                |
| 1958 | Francie                            | Jean-Pierre Danguillaume           | A.V.T.                             |
| 1959 | Francie                            | Jean-Pierre Danguillaume           | A.V.T.                             |
| 1960 | Francie                            | André Foucher                      | Rennes                             |
| 1961 | Francie                            | Jean Jeugnet                       | V.C. Tours                         |
| 1962 | Nejelo se                          | Nejelo se                          | Nejelo se                          |
| 1963 | Francie                            | Claude Juin                        | U.V. Aube                          |
| 1964 | Francie                            | Jean Cosseron                      | Pelforth                           |
| 1965 | Španělsko                          | José Manuel López-Rodríguez        | Španělsko (národní tým)            |
| 1966 | Francie                            | Pierre Matignon                    | Bières 33                          |
| 1967 | Francie                            | Guy Grimbert                       | Pampryl                            |
| 1968 | Francie                            | Guy Grimbert                       | Caen                               |
| 1969 | Polsko                             | Ryszard Szurkowski                 | Polsko (národní tým)               |
| 1970 | Francie                            | Claude Lechatelier                 | Francie (národní tým)              |
| 1971 | Sovětský svaz                      | Vladislav Neljubin                 | Sovětský svaz (národní tým)        |
| 1972 | Francie                            | Regis Ovion                        | AC de Boulogne-Billancourt         |
| 1973 | Sovětský svaz                      | Nikolaj Gorelov                    | Sovětský svaz (národní tým)        |
| 1974 | Sovětský svaz                      | Ivan Skosyrev                      | Sovětský svaz (národní tým)        |
| 1975 | Francie                            | Bernard Hinault                    | Gitane–Campagnolo                  |
| 1976 | Francie                            | Bernard Hinault                    | Gitane–Campagnolo                  |
| 1977 | Sovětský svaz                      | Aavo Pikkuus                       | Sovětský svaz (národní tým)        |
| 1978 | Východní Německo                   | Bernd Drogan                       | Východní Německo (národní tým)     |
| 1979 | Francie                            | Christian Muselet                  | La Redoute–Motobécane              |
| 1980 | Spojené státy                      | Greg LeMond                        | Spojené státy (národní tým)        |
| 1981 | Sovětský svaz                      | Jurij Barinov                      | Sovětský svaz (národní tým)        |
| 1982 | Sovětský svaz                      | Ivan Mičenko                       | Sovětský svaz (národní tým)        |
| 1983 | Francie                            | Pascal Jules                       | Renault–Elf                        |
| 1984 | Francie                            | Claude Moreau                      | Coop–Hoonved                       |
| 1985 | Francie                            | Pascal Jules                       | Renault–Elf                        |
| 1986 | Francie                            | Didier Garcia                      | Peugeot–Shell–Velo Talbot          |
| 1987 | Sovětský svaz                      | Pjotr Ugrjumov                     | Sovětský svaz (národní tým)        |
| 1988 | Francie                            | Thierry Marie                      | Système U                          |
| 1989 | Francie                            | Thierry Laurent                    | RMO                                |
| 1990 | Sovětský svaz                      | Dmitrij Ždanov                     | Sovětský svaz (národní tým)        |
| 1991 | Francie                            | Bruno Cornillet                    | Z–Peugeot                          |
| 1992 | Francie                            | Jean-François Bernard              | Banesto                            |
| 1993 | Francie                            | Jean-François Bernard              | Banesto                            |
| 1994 | Francie                            | Stéphane Heulot                    | Banesto                            |
| 1995 | Francie                            | Thierry Marie                      | Castorama                          |
| 1996 | Itálie                             | Adrano Baffi                       | Mapei–GB                           |
| 1997 | Španělsko                          | Melcior Mauri                      | ONCE                               |
| 1998 | Španělsko                          | Melcior Mauri                      | ONCE                               |
| 1999 | Norsko                             | Steffen Kjærgaadd                  | Team Chicky World                  |
| 2000 | Španělsko                          | David Cañada                       | ONCE–Deutsche Bank                 |
| 2001 | Spojené království                 | David Millar                       | Cofidis                            |
| 2002 | Francie                            | Didier Rous                        | Bonjour                            |
| 2003 | Francie                            | Carlos Da Cruz                     | FDJeux.com                         |
| 2004 | Švédsko                            | Thomas Löfkvist                    | FDJeux.com                         |
| 2005 | Francie                            | Sylvain Chavanel                   | Cofidis                            |
| 2006 | Německo                            | Stefan Schumacher                  | Gerolsteiner                       |
| 2007 | Německo                            | Andreas Klöden                     | Astana                             |
| 2008 | Francie                            | Thomas Voeckler                    | Bouygues Télécom                   |
| 2009 | Francie                            | David Lelay                        | Agritubel                          |
| 2010 | Španělsko                          | Luis León Sánchez                  | Caisse d'Epargne                   |
| 2011 | Francie                            | Anthony Roux                       | FDJ                                |
| 2012 | Austrálie                          | Luke Durbridge                     | GreenEDGE                          |
| 2013 | Francie                            | Pierre Roland                      | Team Europcar                      |
| 2014 | Litva                              | Ramūnas Navardauskas               | Garmin–Sharp                       |
| 2015 | Litva                              | Ramūnas Navardauskas               | Cannondale–Garmin                  |
| 2016 | Francie                            | Marc Fournier                      | FDJ                                |
| 2017 | Francie                            | Lilian Calmejane                   | Direct Énergie                     |
| 2018 | Francie                            | Guillaume Martin                   | Wanty–Groupe Gobert                |
| 2019 | Francie                            | Alexis Gougeard                    | AG2R La Mondiale                   |
| 2020 | Nejelo se kvůli pandemii covidu-19 | Nejelo se kvůli pandemii covidu-19 | Nejelo se kvůli pandemii covidu-19 |
| 2021 | Nejelo se kvůli pandemii covidu-19 | Nejelo se kvůli pandemii covidu-19 | Nejelo se kvůli pandemii covidu-19 |
| 2022 | Nizozemsko                         | Olav Kooij                         | Team Jumbo–Visma                   |
| 2023 | Dánsko                             | Alexander Kamp                     | Tudor Pro Cycling Team             |